# Dianne O'Leary
Pour les articles homonymes, voir O'Leary.
Dianne Prost O'Leary (née le 20 novembre 1951) est une mathématicienne et informaticienne américaine dont la recherche porte sur le calcul scientifique, l'algèbre linéaire numérique (en), et l'histoire de l'informatique scientifique. Elle est professeure émérite d'Informatique à l'université du Maryland et elle est l'auteure du livre Scientific Computing with Case Studies (SIAM, 2009).

## Carrière
O'Leary est née le 20 novembre 1951 à Chicago.
Elle étudie les mathématiques à l'université Purdue, d'où elle est diplômée en 1972, et elle termine son doctorat en informatique à l'université Stanford en 1976. Sa thèse, Hybrid Conjugate Gradient Algorithms, est supervisée par Gene H. Golub. Après avoir occupé un poste de professeur assistant en mathématiques à l'université du Michigan, elle part dans le Maryland, en 1978, avec une nomination conjointe en informatique et à l'Institut de physique de la science et de la technologie. Elle est également affiliée au programme de mathématiques appliquées du Maryland en 1979, et devient un membre de l'Institut des hautes études en informatique du Maryland en 1985. Elle est devenue Distinguished University Professor en 2014, la même année où elle a pris sa retraite. De 2009 à 2015 elle est rédactrice en chef de la revue SIAM Journal on Matrix Analysis and Applications.

## Prix et distinctions
L'université de Waterloo a décerné O'Leary un doctorat honorifique en 2005. Elle est nommée fellow de l'Association for Computing Machinery en 2006, « pour les activités de mentorat et de contributions à des algorithmes numériques », et elle est devenue l'un des premiers membres de la Society for Industrial and Applied Mathematics (SIAM) en 2009,. En 2008 elle est lauréate de la Conférence Sofia Kovalevskaïa décernée par la Society for Industrial and Applied Mathematics (SIAM) conjointement avec l'Association for Women in Mathematics (AWM),.

## Publications
- Conjugate gradients and related KMP algorithms, 1995
- Deblurring images matrices, spectra, and filtering
- DOMINO, a message passing environment for parallel computation, 1986
- Milestones in matrix computation: selected works of Gene H. Golub with commentaries
- Œuvres choisies.
- Scientific computing with case studies
- The mathematics of information coding, extraction, and distribution / éd. par George Cybenko, Dianne P. O'Leary, Jorma Rissanen. - New York, 1999
- The use of the L-curve in the regularization of discrete ill-posed problems, 1991.
- Dianne P. O'Leary (dir.), Linear and nonlinear Conjugate gradient-related Methods, AMS-SIAM, 1996, « Conjugate gradient and related KMP algorithms : the Beginnings »